# حباك ذهبي آسيوي
الحباك الذهبي الآسيوي (الاسم العلمي: Ploceus hypoxanthus) نوع من الطيور الصغيرة من فصيلة الحباك، متوطن في كمبوديا، إندونيسيا، لاوس، بورما، تايلاند وفيتنام.